# Piquinho da Urze
O Piquinho da Urze é uma elevação portuguesa localizada na freguesia açoriana da Ribeira Seca, concelho da Calheta, ilha de São Jorge, arquipélago dos Açores.
Este acidente geológico encontra-se geograficamente localizado próximo da Ribeira Seca  e encontra-se intimamente relacionado com maciço montanhoso central da ilha de são Jorge do qual faz parte.
Esta formação geológica localizada a 711 metros de altitude acima do nível do mar apresenta escorrimento pluvial para a costa marítima e deve na sua formação geológica a um escorrimento lávico e piroclástico muito antigo. Esta formação Fica próxima da Fajã dos Tijolos.